# Євшан Зілля (гурт)
Євшан Зілля (Yevshan Zillya) — музичний колектив з професійних музикантів, який виконує українську музику з вкрапленнями джазу в традиційно-теплому тембральному звучанні народного вокалу .

## Історія та репертуар
Гурт був заснований наприкінці 2016 року музикантами, друзями, чиєю метою була підготовка невеликого різдвяного концерту.
Назва гурту походить від поетичної збірки «Євшан-зілля» 1917 року українського письменника, перекладача, театрального режисера і актора — Миколи Вороного. Євшан — чудодійна трава, яка повертає людям пам'ять. Ця рослина споконвіку була символом Батьківщини.
У першому складі гурту було чотири учасники: Ксенія Цуріна — вокал ; Анна Коновал — Бандура ; Олександр Мовчан — баян; Сергій Ілларіонов — контрабас-балалайка.
Згодом колектив змінювався як за складом учасників, так і за інструментальним складом, перетворюючись на досить масштабний проєкт уже з 7-9 музикантів.
Гурт брав участь у всеукраїнських фестивалях та творчих заходах, а також гастролював на теренах України.
Євшан-Зілля презентували свою творчість на таких фестивалях:
- «Трипільські зорі» (Черкаси);
- «Сорочинський ярмарок» (Великі Сорочинці);
- «Пісок Фест» (Пісочин);
- «ART-Пікнік Слави Фролової (Київ)»;
- «ЭТНО DRUM fest» (Задонецьке);
- «Вертеп-Фест» (Харків).

З 2019 року до основних семи учасників гурту приєднуються сесійні музиканти. Музичні композиції, які виконує гурт це еклектика етніки, джазу та року.

## Склад гурту
- Анастасія Єфименко — вокал, перкусія
- Анастасія Шморгун — цимбали
- Олександр Мовчан — акордеон, сопілка, волинка, терменвокс, дримба та ін.
- Андрій Шніцар — гітара
- Сергій Іларіонов — бас-гітара
- Мілош Корда — кахон, перкусія
- Вікторія Самойлович — бандура, вокал